# Гургут Барбтрук
Ґу́рґут Ба́рбтрук (валл. Gwrgant Farfdrwch), відповідно до твору Джефрі Монмутського —  двадцять четвертий Міфічний король Британії. 
Син Беліна, який вважається особою, що знайшла землю для ірландців. Правив у мирі, однак, коли король Данії відмовився платити данину, Гургут зібрав флот, напав на Данію та підкорив цю країну. Коли він повертався додому, то зустрів у морі людей, які пливли у пошуках нової батьківщини. Гургут не дозволив їм осісти у Британії, але надав їм землі Ірландії для проживання.